# Карлиђеј (Долж)
Карлиђеј (рум. Cârligei) насеље је у Румунији у округу Долж у општини Буковац. Oпштина се налази на надморској висини од 157 m.

## Становништво
Према подацима из 2002. године у насељу је живело 373 становника, од којих су сви румунске националности.